# El perdón de los pecados
El perdón de los pecados es una telenovela venezolana transmitida por Venevisión en 1996 y 1997, protagonizada por Carolina Perpetuo, Daniel Alvarado, Elluz Peraza, Yanis Chimaras y Milena Santander León.

## Trama
Calixto Maldonado, voluntarioso hombre de pueblo, y Augusto Márquez-Catá, político ambicioso, tienen una amistad muy especial. Por razones de conveniencia personal, Márquez-Catá hace a Calixto su testaferro universal, dándole así entrada a círculos sociales y financieros a los que Calixto nunca podría llegar por sí mismo. 
Pero esta estrecha amistad está destinada a terminar. Una mujer con dos nombres -Margarita Guánchez y Margot Fuentes- se interpondrá entre ellos, separándolos definitivamente. En 1981, la joven y bella Margarita Guánchez conoce a Calixto Maldonado, a quien toma por un exitoso empresario. 
Se enamoran casi inmediatamente; Margarita ni se imagina que su novio es un impostor. Como testaferro universal de Márquez-Catá, Calixto sólo finge ser un comerciante acaudalado cuando, en realidad, es un hombre humilde, sin bienes de ningún tipo. 
Avergonzado de su pobreza y temeroso de perder a Margarita, Calixto lleva su papel de rico hombre de negocios a disparatados extremos, colocándose a menudo en situaciones angustiosas y absurdas... hasta que un día se da cuenta de que no le queda más remedio que contarle la verdad a Margarita. Sin embargo, ya es demasiado tarde. Una "amiga" envidiosa se lo ha contado todo y, sintiéndose burlada y humillada, Margarita ha huido para siempre. 
Esta gran desilusión amorosa hace de Calixto un hombre duro y ambicioso, decidido a triunfar por sus propios méritos. Entra al mundo de la política y los negocios asumiendo gustoso las tareas más rudas, y poco a poco va escalando posiciones hasta convertirse en un acomodado empresario y destacado dirigente político. 
Quince años después, Augusto Márquez-Catá le confía a Calixto que va a casarse con Margot Fuentes, una mujer joven y bella que conoció en un viaje al extranjero. Durante la fiesta de inauguración de la mansión que Calixto se ha hecho construir, Margot hace su entrada del brazo de Márquez-Catá….y Calixto descubre que es la misma mujer a quien nunca ha dejado de amar: Margarita Guánchez. 
Ciego de rabia y de celos, Calixto se ensaña en contra de quien hasta entonces fue su más apreciado amigo y mentor. Eliminada la desigualdad social entre los dos hombres, ahora Calixto hará todo lo posible por destruir a Márquez-Catá y recobrar a su venerada Margarita.

## Elenco
- Carolina Perpetuo como Margarita Guánchez / Margot Fuentes
- Daniel Alvarado como Calixto Martínez
- Elluz Peraza como Amnerys Balza
- Yanis Chimaras como Augusto Márquez Cata
- Milena Santander León como Ninfa del Valle Ramírez
- Javier Valcárcel como Efraín Ramos
- Janin Barboza como Eugenia Maldonado Martínez
- Elizabeth Morales como Beltraneja Pujols
- Raúl Amundaray como Marco Aurelio Antonioni
- Lucy Orta como Mercedes Martínez
- Umberto Buonocuore como Mario La Ratonda
- Manuel Aristizábal como Abigaíl Maldonado Martínez
- Alejandro Corona como Filadelfo Maduro
- María Elena Coello como Ana Teresa
- Zamira Segura como Magaly
- Marcos Campos como Iván De Lima
- Rebeca Costoya como Sonia Padilla
- José Zambrano como Víctor García (exnovio de Margarita)
- Isabel Moreno como Hilda Cristina de Ramos
- Miguel Ángel Landa como Arturo "Loco" Ramos
- Juan Manuel Montesinos como Alex Portiriani
- Mauricio González como Julián Guánchez
- Olga Henríquez como Graciela Fuentes de Guánchez
- Carmen Francia como Estílita Marcano
- Tatiana Padrón como Teo Aristigueta
- Alexis Escamez como Morales
- Osmel Souza como Él mismo
- Viviana Gibelli
- Marisela Buitrago como Casiana
- Luis Pérez Pons como Orlando Suárez "El ompadre"
- Simón García
- Estrella Castellanos
- Ana Massimo como Giovanna
- Martha Carbillo como Guillermina
- Pedro Marthan como Señor Quiñonez
- Elio Pietrini como Pujols
- Henry Salvat como Juan Fernando Iturriza
- Zoe Bolívar
- Aitor Gaviria como Osvaldo
- Julio Mujica
- Martha Tarazona
- Ana Martínez

ACTUACIÓN DE LOS NIÑOS:
- Humberto Olivero como Efraín Ramos (niño)
- Beatriz Adrián como Eugenia Maldonado Martínez (niña)

## Producción
- Original de: Ibsen Martínez
- Escrita por: Ibsen Martínez, Mónica Montañez
- Tema musical: Quiéreme, las amargas verdades
- Intérprete: Soledad Bravo
- Música: Verónica Faría
- Producción general: Laura Rodríguez
- Productor: Rolando Limanski
- Dirección de arte: Enrique Ginés
- Director: Claudio Callao, Román Chalbaud